# Ælfhun (évêque de Dunwich)
Pour les articles homonymes, voir Ælfhun.
Pour l'évêque de Londres, voir Ælfhun (évêque de Londres).
Ælfhun ou Ælphunus est un prélat anglo-saxon de la fin du VIIIe siècle. Il est évêque de Dunwich jusqu'à sa mort, en 798.

## Biographie
Ælfhun est sacré évêque à une date inconnue entre 789 et 793. Il meurt en 798 à Sudbury, dans le Suffolk, et est inhumé à Dunwich.
Une statue d'Ælfhun est dévoilée près de l'église Saint-Grégoire de Sudbury en 1999. Elle commémore le fait que la mention de son décès dans la Chronique anglo-saxonne constitue la première allusion à une ville dans le Suffolk. Réalisée en pierre de Portland par le sculpteur Alan Michlewaite, elle représente l'évêque assis en prière.